# Ratpenat d'espasa de Tomes
El ratpenat d'espasa de Tomes (Lonchorhina aurita) és una espècie de ratpenat que viu a Sud-amèrica i Centreamèrica.

## Distribució i hàbitat
Viu des d'Oaxaca fins a Veracruz, a Mèxic, Nicaragua, al sud del Brasil, Bolívia, el Perú, l'Equador i Trinitat i Tobago, i possiblement a l'illa de Nova Providència, des del nivell del mar fins als 1.500 metres.